# Confucius (film, 1940)
Pour plus de détails, voir Fiche technique et Distribution.
Confucius (孔夫子, Kong Fuzi) est un film chinois écrit et réalisé par Fei Mu, sorti en 1940 en Chine.
Produit pendant la Seconde Guerre mondiale, il sort à deux reprises durant les années 1940 avant d'être considéré comme perdu. En 2001, il est redécouvert lorsqu'un donateur anonyme envoie une copie endommagée de la pellicule aux Archives du film de Hong Kong qui passent ensuite sept ans à la restaurer, et qui est finalement projetée au public moderne lors du 33e Festival international du film de Hong Kong en avril 2009.
Le film dépeint la vie ultérieure de Confucius, alors qu'il voyage à travers une Chine divisée par la guerre et les conflits dans un effort finalement vain d'enseigner sa philosophie particulière à divers seigneurs de guerre et rois.

## Historique des sorties

### Sortie initiale
Confucius est produit et sorti pendant les derniers jours de la période dite de l'« Île Solitaire » (ou « Île Orpheline ») du cinéma chinois, une période où les studios de Shanghai maintenaient encore une certaine indépendance par rapport aux occupants japonais. C'est le premier film produit par Minhua Pictures. Il marque également une nouvelle phase artistique pour Fei Mu. Alors que ses films précédents étaient marqués par la fluidité, Confucius a délibérément un rythme lent et les plans sont souvent symétriques, un style qui reflète celui de ses contemporains tels que Sergueï Eisenstein et Kenji Mizoguchi. Fei espérait que le film, avec son message philosophique, toucherait la population ravagée par la guerre. Malheureusement, malgré son budget important et ses exigences de production impressionnantes pour l'époque, la sortie initiale du film à la fin de 1940 et au début de 1941 est un échec commercial. Une version remontée sort en 1948 après la guerre, bien que Fei ait renié cette version du film. Pendant les décennies suivantes, la vision originale de Fei Mu de Confucius est considérée comme perdue.

### Redécouverte et restauration
En 2001, les Archives du film de Hong Kong reçoivent un colis d'un donateur anonyme contenant plusieurs bobines originales du film perdu de Fei Mu. Au cours des sept années suivantes, l'association restaure minutieusement le film, qui a beaucoup souffert au fil des ans,  la bande sonore étant liquéfiée dans plusieurs scènes. En 2009, les restaurateurs sont enfin prêts à présenter le film à une nouvelle génération de cinéphiles. Une copie de travail est projetée lors du 33e Festival international du film de Hong Kong en avril 2009. On pense que la copie reçue par les Archives est celle de la version remontée de 1948, et les efforts de restauration se poursuivent pour intégrer des fragments de la vision originale de Fei Mu de 1940.

## Fiche technique
- Titre original : 孔夫子
- Titre international : Confucius
- Scénario et réalisation : Fei Mu
- Photographie : Zhou Daming
- Société de production : Minhua Pictures
- Pays d'origine :  Chine
- Langue originale : mandarin
- Format : noir et blanc
- Genre : drame
- Durée : 96 minutes
- Dates de sortie :
  -  Chine : Décembre 1940

## Distribution
- Tang Huaiqiu
- Zhang Yi
- Sima Yingcai